# Роберт Дітріх
Роберт Дітріх (нім. Robert Dietrich; 25 липня 1986, Орджонікідзе, СРСР — 7 вересня 2011, Ярославль, Росія) — німецький хокеїст, захисник. 
Вихованець хокейної школи ЕСВ «Кауфбойрен». Виступав за «ДЕГ Метро Старс», «Штраубінг Тайгерс», «Мілвокі Адміралс» (АХЛ), «Адлер Маннгейм».
У складі національної збірної Німеччини учасник чемпіонатів світу 2007, 2010 і 2011. У складі молодіжної збірної Німеччини учасник чемпіонатів світу 2005 і 2006 (дивізіон I). У складі юніорської збірної Німеччини учасник чемпіонату світу 2004 (дивізіон I).
Загинув 7 вересня 2011 року в авіакатастрофі літака Як-42, що сталася під Ярославлем.